# Something for the Boys
Something for the Boys (bra: Alegria, Rapazes!) é um filme estadunidense de comédia romântica e musical de 1944, dirigido por Lewis Seiler e estrelado por Carmen Miranda, Michael O'Shea, Vivian Blaine e Phil Silvers.
O roteiro, baseado em um musical da Broadway com canções de Cole Porter, segue três primos que, durante a Segunda Guerra Mundial, herdam um casarão. Chiquita Hart (Carmen Miranda), Harry (Phil Silvers) e Blossom (Vivian Blaine) decidem transformar o local em uma hospedaria para esposas de militares, unindo serviço e apresentações artísticas.
A atriz Judy Holliday, que seis anos mais tarde ganharia um Oscar de melhor atriz por Nascida Ontem (1950), faz uma breve participação, apenas com uma fala.

## Sinopse
Na Segunda Guerra Mundial, Chiquita Hart (Carmen Miranda) e seus primos: Harry Hart (Phil Silvers) e Blossom Hart (Vivian Blaine) herdam uma propriedade em Masonville, Georgia. A plantação e a residência principal estão arruinadas e cheias de dívidas. O sargento e conhecido líder de uma orquestra, Ronald Fulton, (Michael O'Shea) aluga a propriedade para as esposas dos militares do campo do Exército próximo, para isso auxiliando as primas na reforma da propriedade. Ronald começa a namorar Blossom Hart, embora estivesse noivo. Ambos armam um espetáculo musical que se torna um sucesso, Chiquita força Blossom a lutar pelo namorado. Após algumas peripécias, entre as quais a recepção de ondas de rádio pelos dentes de Chiquita Hart é a mais forte, o sargento Fulton é selecionado para a escola de oficiais e Blossom se reconcilia com ele.

## Elenco
- Carmen Miranda — Chiquita Hart
- Michael O'Shea — Sargento Ronald 'Rocky' Fulton
- Vivian Blaine — Blossom Hart
- Phil Silvers — Harry Hart
- Sheila Ryan — Melanie Walker
- Perry Como — Sargento Laddie Green
- Glenn Langan — Tenente Ashley Crothers

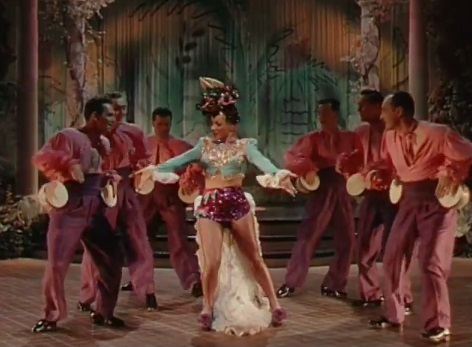
Carmen Miranda
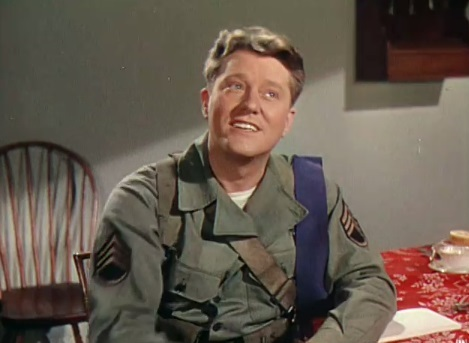
Michael O'Shea
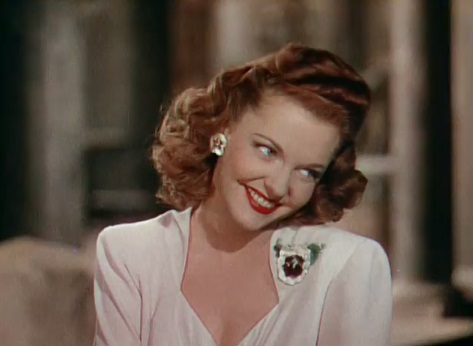
Vivian Blaine
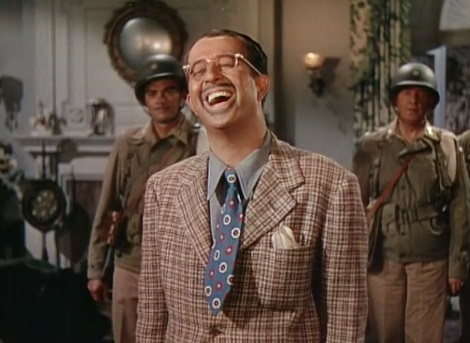
Phil Silvers
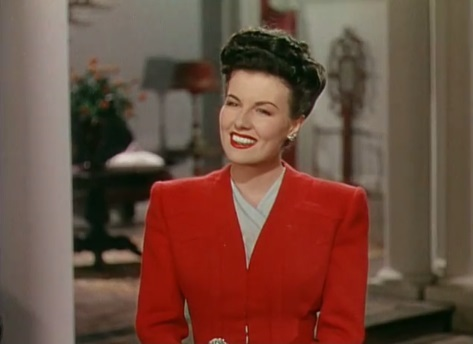
Sheila Ryan

## Produção

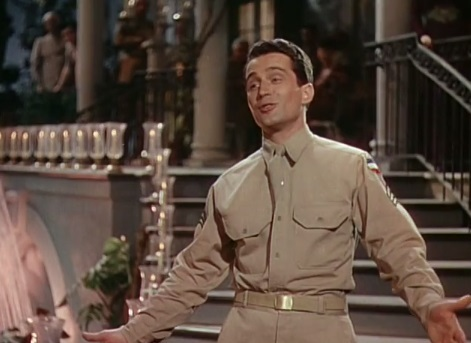
Perry Como fez sua estreia no cinema em Something for the Boys.

Something for the Boys é uma versão cinematográfica de um musical homônimo produzido por Mike Todd. Em novembro de 1942, a Twentieth Century-Fox pagou US$ 62.500 para Todd e a Savoy Productions produzirem o musical, e depois comprou os direitos para produzir o filme. O preço da compra pela Fox foi de 265 mil dólares, embora uma nota publicada pelo The Hollywood Reporter em 12 de março de 1943 cite o valor pago como 305 mil dólares. Pelo acordo, o estúdio não poderia lançar o filme até o verão de 1944, para "permitir que o musical original se apresentasse em turnê nas principais cidades dos Estados Unidos sem competir com a versão cinematográfica".
Inicialmente, William Perlberg seria o produtor e o cineasta Irving Cummings, o diretor. A atriz Betty Grable foi considerada para estrelar no filme. Something for the Boys marcou a estreia no cinema do cantor Perry Como e do ator Rory Calhoun, que apareceu com o nome de Frank McCown. A atriz Judy Holliday também faz parte do elenco.
O chefe de produção do estúdio, Darryl F. Zanuck, queria que os mesmos roteiristas de Serenata Boêmia (1944) escrevessem as falas de Carmen Miranda, pois, segundo Zanuck, "eles escreviam especialmente para ela, com erros de pronúncia, e era engraçado quando lhe era dado esse tipo de texto". Embora os roteiristas de Serenata Boêmia não tenham participado de Something for the Boys, os erros na pronúncia das falas em inglês de Carmen foram incluídos no filme.

## Números musicais
- Something for the Boys — Vivian Blaine[10]
- Wouldn't It Be Nice — Vivian Blaine, Michael O'Shea, Phil Silvers e Carmen Miranda
- I Wish We Didn't Have To Say Goodnight — Perry Como e Vivian Blaine
- Eighty Miles Outside Of Atlanta — Vivian Blaine
- Batuca Nêgo — Carmen Miranda
- In the middle of nowhere — Perry Como e Vivian Blaine
- Southland — Phil Silvers
- Climbing' Up the Golden Stairs — Phil Silvers
- Samba Boogie — Carmen Miranda

## Lançamento
O filme foi lançado em 1º de novembro de 1944.
Em junho de 2008, Something for the Boys foi lançado em DVD como parte da coleção Carmen Miranda da Fox.

## Recepção da crítica

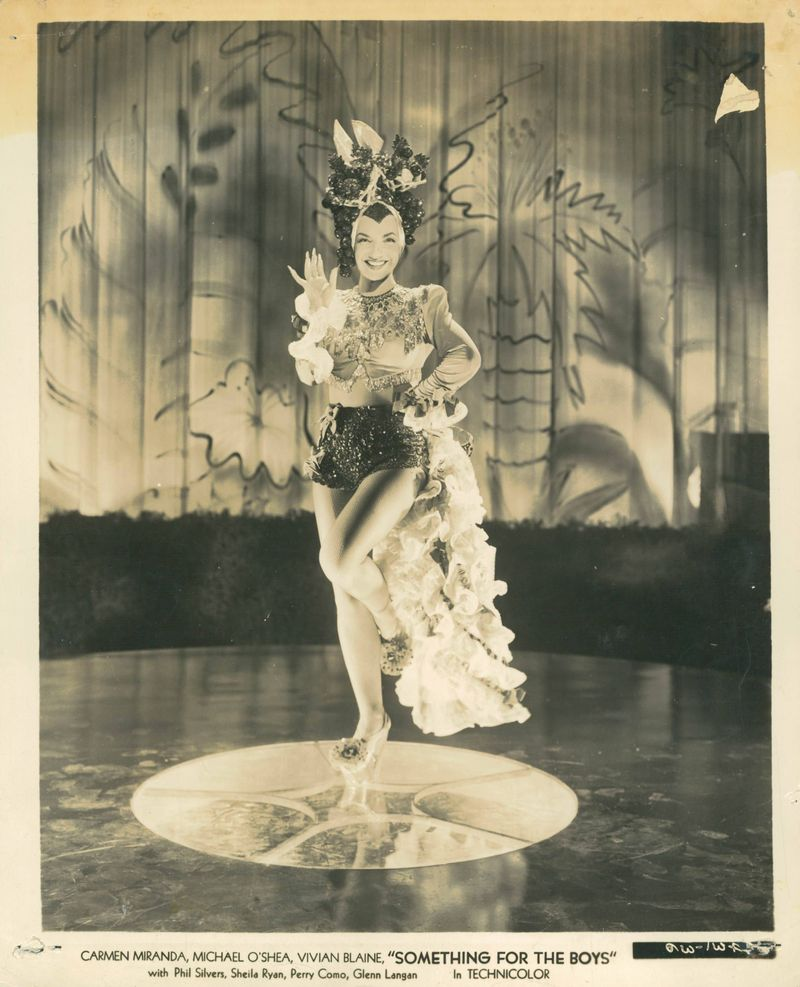
Carmen Miranda em foto promocional do filme Something For the Boys.

A crítica de Bosley Crowther no New York Times sobre Something For the Boys descreve o filme como uma fábula de comédia musical que atende claramente aos gostos do público masculino da época. O filme é repleto de belas mulheres em Technicolor, com uma abundância de garotas loiras, morenas e ruivas, todas em trajes encantadores e bem torneadas, o que é destacado como o grande atrativo para o público masculino. O elenco inclui Phil Silvers, Carmen Miranda, Vivian Blaine, Perry Como e Michael O'Shea, e Crowther elogia suas atuações. Silvers faz uso de comédia de baixo nível com sua habitual performance exagerada, Blaine tem uma presença de "show de tablado" e canta algumas músicas de forma tímida, enquanto Carmen Miranda se destaca com sua performance energética em "Samba Boogie". Perry Como, com seu canto suave em "I Wish We Didn't Have to Say Goodnight", também atrai a atenção. A crítica sugere que o filme é um espetáculo visual e musical, com um excesso de belezas femininas e números de dança vibrantes que são principalmente destinados ao público masculino, embora haja algo para todos, inclusive as meninas. No geral, Something For the Boys é descrito como um filme bonito e excessivamente colorido, focado em agradar ao público com muita música, humor e charme visual.
Em sua crítica, a Time descreve o filme como uma produção sem grandes destaques ou inovações. Carmen Miranda substitui Ethel Merman da versão teatral, interpretando a garota cuja energia e "dentes radioativos" ajudam o herói soldado, interpretado por Michael O'Shea, a vencer uma batalha fictícia e conquistar uma promoção. O filme também apresenta O'Shea e Vivian Blaine lidando com um interesse amoroso e uma seleção de músicas de Cole Porter, além de outras seis músicas novas, mas menos memoráveis. A revista menciona que o filme tem alguns números musicais agradáveis, bem iluminados e com uma estética em Technicolor, e destaca a energia cômica de Phil Silvers, que, embora simpática, é descrita como excessivamente "tola" e um tanto imprecisa. No geral, Something for the Boys é considerado um filme sem nada de especialmente notável ou impactante, com algumas boas performances, mas sem muita originalidade ou profundidade.
A crítica da Variety aponta que, embora o filme inclua algumas situações divertidas, a história, no geral, não tem um impacto significativo no diálogo ou na trama. A comédia é descrita como irregular, com algumas boas risadas sendo registradas aqui e ali, especialmente em momentos de pastelão. Phil Silvers é destacado por seu esforço no lado cômico, e sua performance em um número de palhaçada é elogiada por fornecer minutos de humor infalível. A crítica conclui que, apesar de algumas boas performances e momentos de humor, o filme não consegue criar um impacto duradouro.
A crítica de Dave Kehr no Chicago Reader sobre Something for the Boys sugere que, apesar da promessa de uma trilha sonora de Cole Porter e um elenco estrelado, incluindo Carmen Miranda, Vivian Blaine, Phil Silvers e Perry Como, o filme não consegue ser tão divertido quanto se esperaria. Kehr aponta que o musical tem seus momentos, mas não consegue manter o ritmo ou o impacto humorístico de forma consistente. Apesar de seu potencial, a crítica sugere que o filme não atinge as expectativas, mesmo tendo elementos divertidos aqui e ali.
No Rotten Tomatoes, o filme possui 67% de aprovação do público, com base em 59 votos.